# Воскрешение Лазаря (Гверчино)
«Воскрешение Лазаря» —  картина маслом на холсте итальянского художника эпохи барокко Гверчино, написанная в 1619 году. Хранится в музее Лувр, Париж. Подготовительный набросок к этой картине сейчас находится в Метрополитен-музее.

## Описание
Картина Гверчино напоминает древнеримский рельеф. Все персонажи представлены крупно и слишком близко к зрителю. Христос творит чудо, а толпа живо реагирует на событие. В картине много черной краски, а все остальное словно вспышки во мраке. По принципам Болонской школы, библейские сюжеты не могли быть грубыми или лишенными красоты, поэтому для этого полотна Гверчино использовал только красивых натурщиков.

## Провенанс
В 1682 году картина была зарегистрирована в коллекции братьев Карло и Франческо Гарофали в Неаполе. В 1785 году Виван-Денон купил ее для Людовика XVI за 26 000 ливров, а после Французской революции она была выставлена в Музее искусств.